# Gastria
Gastria (en griego: Γαστριά; en turco: Kalecik) es un pueblo en el distrito de Famagusta de Chipre, ubicado en la península de Karpas. Está bajo el control de facto de Chipre del Norte. El Castillo de Gastria se encuentra al suroeste del pueblo.

## Historia
Alrededor del pueblo hay múltiples sitios prehistóricos que han sido objeto de excavaciones arqueológicas. El sitio de Alaas, ubicado a 3 km del pueblo, contiene 19 tumbas que han sido estudiadas, fechadas en la Edad del Bronce Final, entre 1090-1050 a. C. Este sitio fue saqueado en 1973 y los artículos se vendieron a coleccionistas privados, quienes luego «ayudaron» al Departamento de Antigüedades de Chipre a encontrar el sitio y excavarlo.
El nombre del pueblo es una forma plural arcaica de la palabra «castillo» en griego y proviene del castillo templario medieval que se encuentra en las proximidades del pueblo. Las ruinas del castillo eran visibles hasta la década de 1960.
En un escrito de 1961, Nearchos Clerides señaló que el pueblo moderno de Gastria «no es viejo» y que fue fundado unos cien años antes del momento de la escritura por los habitantes de un pueblo cercano llamado Kamares (que ya no existe), que emigraron al sitio del pueblo de hoy. Estos habitantes estaban formados en su totalidad por grecochipriotas, y se registró que la aldea albergaba a 297 personas en el censo de 1891. La población alcanzó un pico de 376 personas en 1946 pero luego cayó significativamente a 198 en 1973.
Durante el conflicto de 1974, el pueblo fue capturado por el ejército turco y, por lo tanto, se convirtió en parte de facto de Chipre del Norte. La mayoría de los habitantes huyeron tras el avance del ejército turco, pero 29 personas intentaron quedarse en la aldea, solo para ser desplazadas en septiembre de 1976. Estos alrededor de 200 habitantes ahora están dispersos por toda la parte sur de Chipre. En su lugar, el pueblo fue repoblado con colonos de Turquía en 1976 y 1977, particularmente de los distritos de Feke y Kozan de la provincia de Adana.

## Economía
En Gastria se localiza la planta de energía Kalecik, una planta a base de fueloil operada por Aksa, que genera el 45% de la electricidad utilizada en Chipre del Norte y proporciona empleo en el pueblo. El desempleo, particularmente entre los jóvenes, es un problema común.